# Dépression tropicale Deux-E (2006)
La dépression tropicale Deux-E a été la 2e de la saison cyclonique 2006 pour le bassin nord-est de l'océan Pacifique.

## Chronologie
Au début du mois de juin 2006, une perturbation tropicale se forma le long d'une onde tropicale provenant de l'Amérique centrale. Le 3 juin, vers 18:00 UTC, une dépression tropicale, intitulée Deux-E, s'y forma, à environ 230 kilomètres (125 milles nautiques) au sud-ouest de Zihuatanejo (Mexique).
La dépression erra lentement vers l'est, vers la côte mexicaine, produisant de fortes intempéries dans les secteurs côtiers y compris Acapulco. Le 4 juin, après avoir tourné vers le sud-est, TD-2-E interagit avec la côte. Vers 6:00 UTC, elle se dissipa.